# Иван Благоев
Иван Благоев е български учител, деец на късното Българско възраждане в Македония.

## Биография
Роден е в Ракита, голямо българско село в Кайлярско, тогава в Османската империя. В 1887 година завършва с втория випуск Солунската българска мъжка гимназия. Става учител и се установява в Прилеп. В учебната 1899/1900 година Иван Благоев е назначен за директор на Прилепското българско мъжко класно училище. Остава на поста и в следващата учебна 1900/1901 година. Под неговото директорство в прилепското училище се основава ученическо благотворително дружество и оркестър.
От учебната 1901/1902 година е управител на Българското девическо училище в Скопие, тогава четирикласно, където преподава български език, физика и антропология. От следващата учебна година училището вече е петкласно.
През 1911/1912 година преподава в девическото средно училище към Скопското българско педагогическо училище.